# 발레리 와일드먼
발레리 와일드먼(Valerie Wildman, 1953년 8월 6일 ~ )은 미국의 배우, 텔레비전 배우, 영화배우이다.
마이애미비치에서 태어났다.

## 영화
- 에코 (2014년) - 크리스틴 역
- 디재스터 무비 (2008년)
- 라스트 씬 이터 (2007년)
- 스피릿 (2001년)
- 살인을 꿈꾸는 아이들 (2000년)
- 캐스트 어웨이 (2000년)
- 킹스턴 (1997년)
- 화성 침공 (1996년)
- 맥마틴 소송 사건 (1995년)
- 여자의 깊은 곳에 (1991년)
- 나의 푸른 하늘 (1990년)
- 비버리힐즈의 아이들 (1990년)
- 유혹은 밤 그림자처럼 (1990년)
- 비버리 힐스 캅 2 (1987년)
- 살바도르 (1986년)
- 스플래쉬 (1984년)
- 우리 생애 나날들 (1965년)